# HRV Böllberg/Nelson

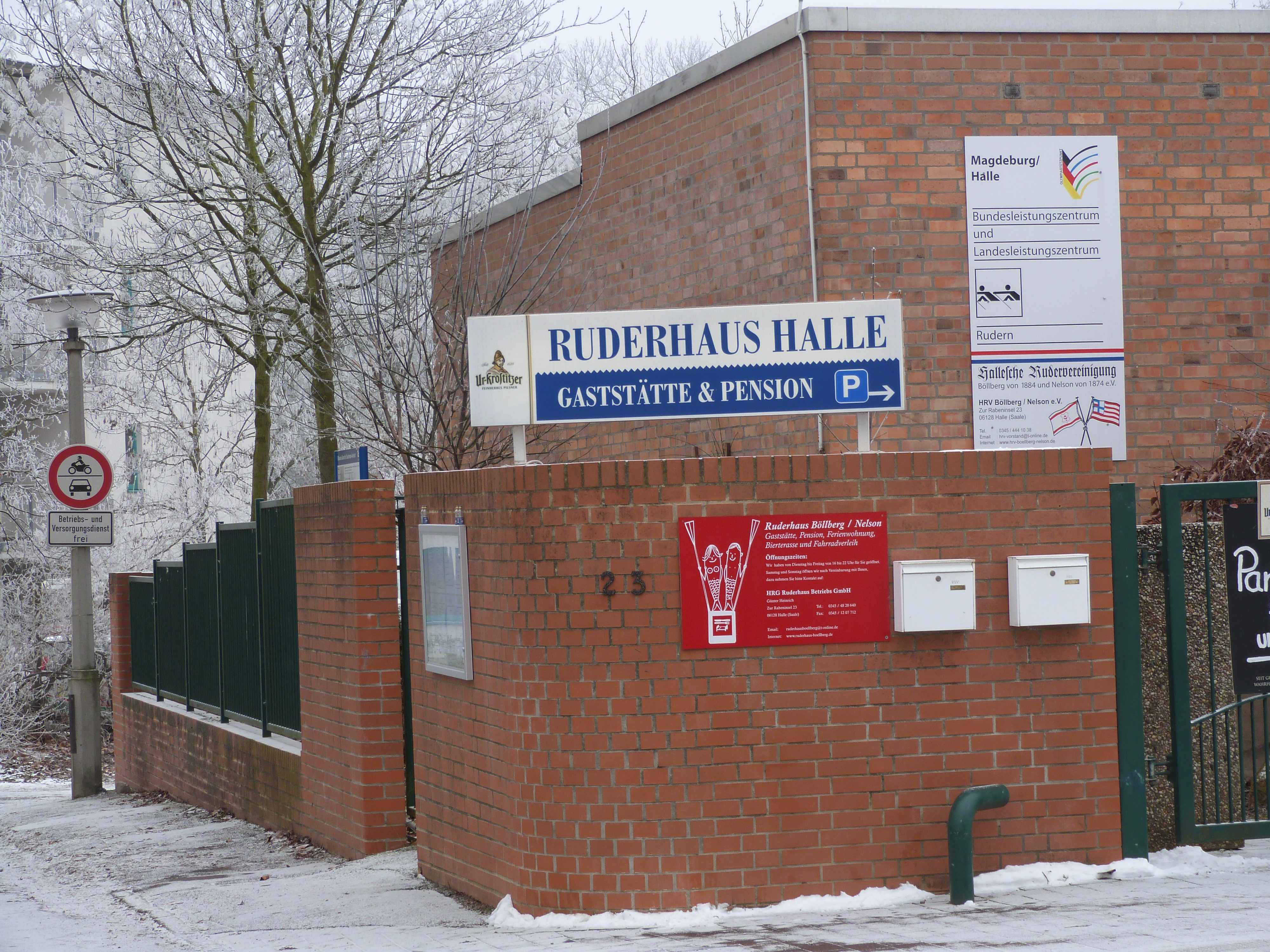
Eingang zum Ruderhaus

Die HRV Böllberg/Nelson, ausgeschrieben Hallesche Rudervereinigung Böllberg von 1884 und Nelson von 1874, ist ein Sportverein aus Halle (Saale).

## Geschichte und Lage
Die Rudergesellschaft von 1874 (Nelson) wurde am 13. Oktober 1874 gegründet. 1884 wurde der Verein in den 1883 gegründeten Deutschen Ruderverband aufgenommen. Im August 1884 wurde in Kröllwitz das erste angemietete Bootshaus eingeweiht. 1896 wurde auf der Peißnitz das erste eigene Bootshaus errichtet, 1909 war ein Anbau fertig. Während des Ersten Weltkriegs wurde die Bezeichnung Nelson aus dem Vereinsnamen entfernt. Im Zweiten Weltkrieg wurde das Bootshaus komplett zerstört und auch die meisten Boote. Die restlichen Boote wurden in das Bootshaus des Halleschen Rudervereins Böllberg von 1884 verbracht.

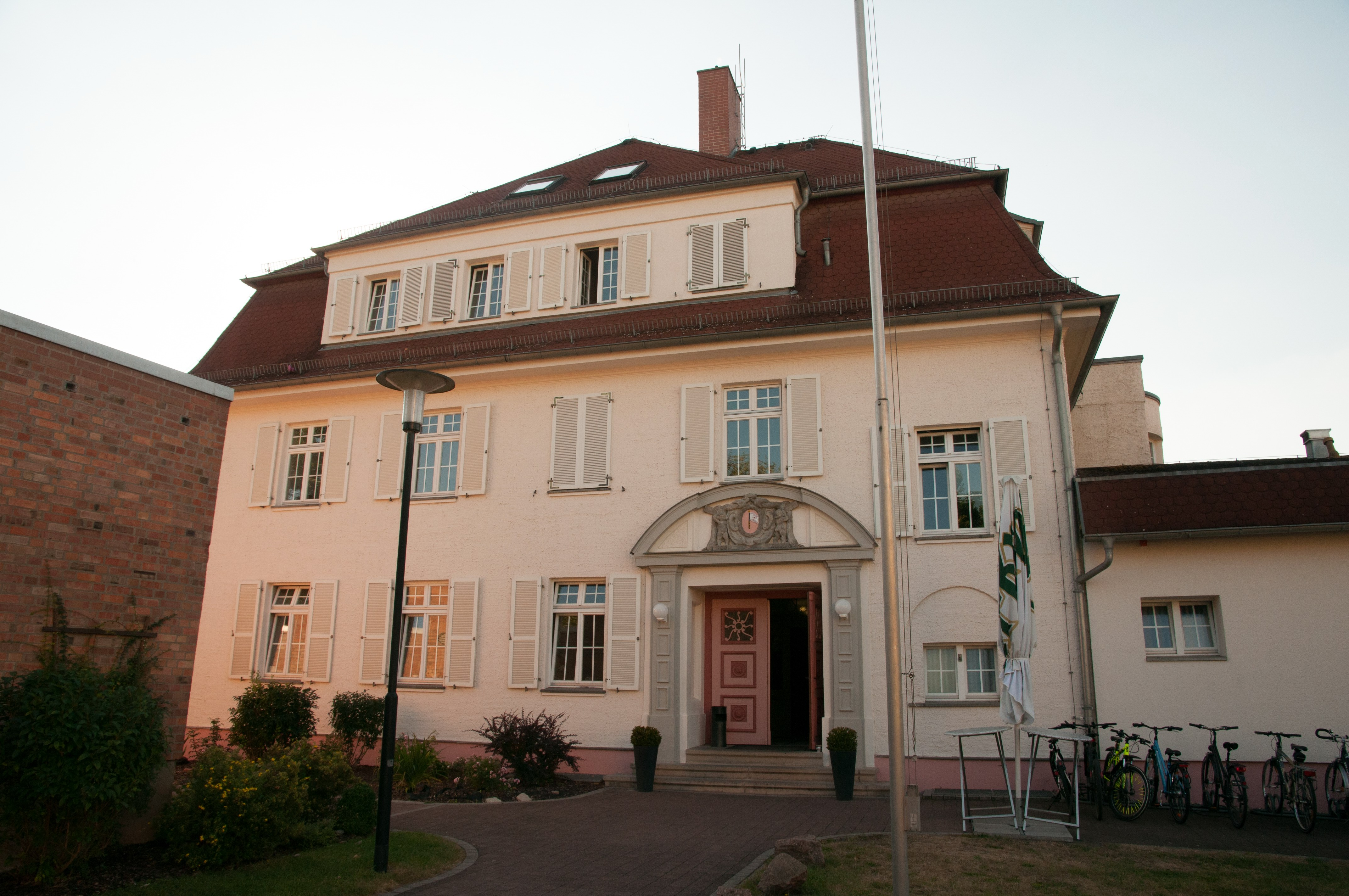
Altes Ruderhaus unter Denkmalschutz

Am 5. Juli 1884 entstand der Hallesche Ruderverein von 1884 aus den Ruderclubs Trafalgar und Germania. Die beiden Boote der beiden Vorgängervereine wurden auf der Peißnitz untergebracht. Nach zehn Jahren spaltete sich der Hallesche Ruder-Club vom Ruderverein ab. 1912 wurde auf dem Böllberg ein neuer Bootsschuppen eingeweiht. 1915 benannte sich der Verein um in Hallescher Ruder-Verein „Böllberg“ von 1884. 1926 wurde das Bootshaus erweitert. Ab 1916 gab es auch eine Kanu-Abteilung im Verein. Nach 140 Siegen der Abteilung trat der HRV nach Querelen wieder aus dem Kanu-Verband aus. Ab 1938 bildeten Die Rudergesellschaft und der Ruderverein eine Renngemeinschaft.
Nach dem Zweiten Weltkrieg erlaubten die in Aufbau befindlichen Organe der DDR die Wiederbelebung des Rudervereins nur unter der Auflage, dass diese als Sparte in einem anderen Verein organisiert werde. Ab 1949 wurde die Sparte Rudern und  ab 1952 die Sektion Rudern in vier verschiedenen Vereinen geführt. Von 1958 bis 1990 war der Ruder-Verein die Sektion Rudern des SC Chemie Halle.
Von 1990 war der Ruderverein Böllberg bis 1993 Mitglied im SV Halle. Seit dem 5. Juni 1993 heißt der Verein Hallesche Rudervereinigung Böllberg von 1884 und Nelson von 1874 und ist weiterhin Mitglied im SV Halle. 1994 wurde eine Renovierung des Bootshauses am Böllberg abgeschlossen.

## Bekannte Sportler
Der Artikel zum SV Halle geht auf die Erfolge der Sektion Rudern im SC Chemie Halle ein. Mit Rüdiger Reiche, Uwe Heppner, Roland Schröder und Thomas Lange stellte der SC Chemie vier Olympiasieger.
Nach 1993 gewannen mit Andreas Hajek und mit Julia Lier zwei Aktive des HRV Böllberg/Nelson olympisches Gold, Hajek erruderte zudem noch eine Bronzemedaille. Bei den Paralympics 2012 erkämpfte Tino Kolitscher eine Silbermedaille im Mixed-Vierer.
Thomas Lange war 1991 der erste Weltmeister des SC Halle. Nach 1993 waren Andreas Hajek mit fünf Weltmeistertiteln und Jana Thieme mit vier Weltmeistertiteln die erfolgreichsten Athleten des Vereins. Philipp Naruhn und Julia Lier holten jeweils einmal Weltmeisterschaftsgold. Christian Schreiber und Florian Eichner erkämpften ebenfalls Weltmeisterschaftsmedaillen.
Florian Eichner war 2010 erster Europameister des HRV Böllberg/Nelson. Ebenfalls Medaillen erruderten Julia Lier, Anne Becker und Michaela Schmidt.